# Catocala laeta
Catocala laeta là một loài bướm đêm trong họ Erebidae.